# Cao Xuetao
Cao Xuetao (chinesisch 曹雪涛, Pinyin Cáo Xuě-tāo; * 19. Juli 1964 in der Provinz Shandong) ist ein chinesischer Immunologe und seit Januar 2018 Präsident der Nankai-Universität.

## Leben und Wirken
Cao Xuetao studierte Medizin an der Zweiten Militärmedizinischen Universität in Shanghai, erlangte dort 1986 seinen Doktor der Medizin und schloss daselbst 1990 sein postgraduales Studium im Bereich Immunologie ab. Anschließend war er erst als Lektor im Fachbereich Immunologie an der Zweiten Militärmedizinischen Universität tätig, bevor er 1993 zum Professor im Fachbereich Immunologie an der Zweiten Militärmedizinischen Universität berufen wurde, als einer der jüngsten Medizinprofessoren zu dieser Zeit. Dort fungierte er auch als Vorsitzender des Fachbereichs (1995–2011), als Direktor des Instituts für Immunologie (2000–2011) und als Vizepräsident der Universität (2004–2011).
Im März 2011 wurde er zum Vizepräsidenten der Chinesischen Akademie der Medizinwissenschaften ernannt, bevor er im August desselben Jahres die Präsidentschaft der Akademie übernahm. Zusätzlich war er von August 2011 bis November 2015 Vizepräsident des Peking Union Medical Colleges, bevor er im November 2015 auch dessen Präsidentschaft übernahm. Seit Januar 2018 ist Cao Präsident der Nankai-Universität in Tianjin. Daneben war Cao auch Präsident der Chinesischen Gesellschaft für Immunologie (2006–2014), der Federation of Immunological Societies of Asia-Oceania (2012–2015) und der Global Alliance for Chronic Diseases (2014–2015).
Cao Xuetao ist gewähltes Mitglied der Chinesischen Akademie der Ingenieurwissenschaften (2005), gewähltes Mitglied der Deutschen Akademie der Naturforscher Leopoldina (2013), gewähltes ausländisches assoziiertes Mitglied der französischen Académie nationale de médecine (2014), assoziiertes Mitglied der European Molecular Biology Organization (2014), gewähltes Mitglied der britischen Academy of Medical Sciences (2016), gewähltes internationales Mitglied der US-amerikanischen National Academy of Medicine (2017) und gewähltes ausländisches Ehrenmitglied der American Academy of Arts and Sciences (2018).
Ende 2019 meldete die amerikanische Biologin Elizabeth Bik auf PubPeer (einem Forum für wissenschaftliches Whistleblowing), dass verschiedene Fachartikel Xuetaos auffällig ähnliche Bilder enthielten. Xuetao und seine Mitautoren bestreiten absichtlichen Betrug. Die Chinesische Akademie der Ingenieurwissenschaften kündigte an, den Fall zu prüfen.

## Werke (Auswahl)
- Cao Xuetao et al.: Splenic stroma drives mature dendritic cells to differentiate into regulatory dendritic cells. In: Nature Immunology. Volume 5, 2004, S. 1124–1133, doi:10.1038/ni1130 (englisch).
- Cao Xuetao et al.: MicroRNA-146a Feedback Inhibits RIG-I-Dependent Type I IFN Production in Macrophages by Targeting TRAF6, IRAK1, and IRAK2. In: Journal of Immunology. Volume 183, Issue 3, 2009, S. 2150–2158, doi:10.4049/jimmunol.0900707 (englisch).
- Cao Xuetao et al.: Identification of miRNomes in Human Liver and Hepatocellular Carcinoma Reveals miR-199a/b-3p as Therapeutic Target for Hepatocellular Carcinoma. In: Cancer Cell. Volume 19, Issue 2, 2011, S. 232–243, doi:10.1016/j.ccr.2011.01.001 (englisch).
- Cao Xuetao et al.: The STAT3-Binding Long Noncoding RNA lnc-DC Controls Human Dendritic Cell Differentiation. In: Science. Volume 344, Issue 6181, 2014, S. 310–313, doi:10.1126/science.1251456 (englisch).